# Рязанское генерал-губернаторство
Рязанское генерал-губернаторство — генерал-губернаторство Российской империи, существовавшее в период с 1819 года по 1828 год.
Административный центр — город Рязань.

## История
Рязанское генерал-губернаторство учреждено 4 ноября 1819 года по инициативе бывшего министра полиции Александра Дмитриевича Балашова. В состав генерал-губернаторства вошли 5 губерний: Воронежская, Орловская, Рязанская, Тамбовская и Тульская. Возглавил генерал-губернаторство сам А. Д. Балашов.
А. Д. Балашов попытался внедрить в генерал-губернаторстве положения Государственной уставной грамоты (проекта конституции Российской империи). Разрешение на изменение способа управления губерниями он получил в 1823 году. В Рязанской губернии был создан губернский совет чиновников как основа для местного представительного органа. Кроме того, в Рязанской и Воронежской губерниях была предпринята попытка полицейской реформы. Были учреждены должности губернских обер-полицмейстеров, которым подчинялись полиции всех городов губернии.
В 1828 году в связи с состоянием здоровья Балашов подал прошение об отставке и 10 марта 1828 года был снят с должности генерал-губернатора. 10 апреля 1828 года Рязанское генерал-губернаторство было упразднено.